# Чемпионат Москвы по футболу 1944
Чемпионат Москвы по футболу 1944 года стал ХLVIII-м первенством столицы и восьмым, проведенным Московским городским комитетом по делам физической культуры и спорта (МГКФС) в годы Великой Отечественной войны с участием сильнейших команд (команд мастеров).
Победителем стала команда «Торпедо».

## Организация и проведение турнира
Чемпионат проводился по круговой системе в два круга.
Команды получали в этом первенстве за победу 2 очка, ничью — 1, поражение — 0.
В соревнования команд мастеров выступали 8 клубов:
- «Спартак»
- «Динамо»
- «Торпедо»
- «Крылья Советов»
- «Динамо-II»
- ЦДКА
- «Авиаучилище»
- «Локомотив»

## Ход турнира
Турнир стартовал 14 мая и прошел образцово с точки зрения выполнения календаря: было всего три переноса на 56 матчей, и те не более, чем на неделю.
В первом круге наметилась упорнейшая борьба: команды шли, что называется, «ноздря в ноздрю», и на финиш первого круга пришли практически с равными показателями (первые три команды имели по 10 очков, четвёртая и пятая отставали всего на очко). В начале второго круга вперед вырвалась команда «Динамо», но последовавшие затем четыре поражения кряду (впервые в истории клуба) отбросили команду на четвёртое место. Перехвативший было лидерство «Спартак» также упустил его — при отличной игре обороны и вратаря в этом сезоне команда испытывала серьёзнейшие трудности в атаке. В конечном итоге мощно заигравшая во втором круге команда «Торпедо» (руководимая «Дедом» — известным тренером В. А. Масловым) вышла на первое место за четыре тура до финиша и стала чемпионом.
Лучшим бомбардиром стал Григорий Федотов из ЦДКА, сыгравший во втором круге только две игры из-за травмы.

### Турнирная таблица
| № | Команды          | 1   | 2   | 3   | 4   | 5   | 6   | 7   | 8   | В | Н | П  | М       | О  |
| - | ---------------- | --- | --- | --- | --- | --- | --- | --- | --- | - | - | -- | ------- | -- |
|   | «Торпедо»        |     | 1:1 | 0:0 | 2:3 | 4:2 | 3:0 | 4:0 | 2:0 | 9 | 3 | 2  | 36 — 12 | 21 |
|   | ЦДКА             | 1:2 |     | 1:3 | 4:4 | 2:1 | 3:0 | 7:0 | 1:1 | 8 | 4 | 2  | 37 — 17 | 20 |
|   | «Спартак»        | 2:1 | 1:1 |     | 1:0 | 2:3 | 0:0 | 4:1 | 2:0 | 6 | 5 | 3  | 18 — 12 | 17 |
| 4 | «Динамо»         | 0:3 | 1:3 | 0:1 |     | 2:2 | 1:0 | 3:0 | 1:0 | 7 | 2 | 5  | 23 — 17 | 16 |
| 5 | «Динамо-II»      | 0:5 | 0:3 | 1:1 | 0:3 |     | 1:0 | 2:0 | 1:0 | 5 | 3 | 6  | 18 — 26 | 13 |
| 6 | «Крылья Советов» | 2:3 | 0:4 | 2:0 | 1:0 | 2:1 |     | 0:1 | 3:1 | 5 | 1 | 8  | 13 — 21 | 11 |
| 7 | «Локомотив»      | 1:1 | 1:3 | 2:1 | 0:3 | 0:2 | 2:1 |     | 0:1 | 4 | 1 | 9  | 9 — 32  | 9  |
| 8 | «Авиаучилище»    | 0:5 | 2:3 | 0:0 | 0:2 | 2:2 | 1:2 | 0:1 |     | 1 | 3 | 10 | 8 — 25  | 5  |

Интересно, что «Спартак» в матчах «большой четвёрки» (с «Торпедо», ЦДКА и «Динамо») сыграл очень уверенно, не проиграв ни одного матча (четыре победы и две ничьи), а вот с аутсайдерами у него суммарный отрицательный баланс.

### Потуровая таблица
| № тура / Команда | 1         | 2 | 3 | 4 | 5 | 6 | 7 | 8 | 9 | 10 | 11 | 12 | 13 | 14 |   |
| ---------------- | --------- | - | - | - | - | - | - | - | - | -- | -- | -- | -- | -- | - |
| № тура / Команда | «Торпедо» | 1 | 1 | 3 | 2 | 2 | 2 | 1 | 1 | 4  | 3  | 1  | 1  | 1  | 1 |
| ЦДКА             | 6         | 5 | 5 | 4 | 5 | 4 | 4 | 4 | 3 | 4  | 4  | 3  | 2  | 2  |   |
| «Спартак»        | 3         | 3 | 1 | 1 | 1 | 1 | 2 | 3 | 2 | 1  | 2  | 2  | 3  | 3  |   |
| «Динамо»         | 4         | 2 | 2 | 3 | 3 | 3 | 3 | 2 | 1 | 2  | 3  | 4  | 4  | 4  |   |
| «Динамо-II»      | 5         | 7 | 4 | 5 | 4 | 5 | 5 | 5 | 5 | 5  | 5  | 5  | 5  | 5  |   |
| «Крылья Советов» | 8         | 4 | 6 | 7 | 7 | 6 | 6 | 7 | 6 | 6  | 6  | 6  | 6  | 6  |   |
| «Локомотив»      | 7         | 8 | 8 | 8 | 8 | 8 | 8 | 6 | 7 | 8  | 7  | 7  | 7  | 7  |   |
| «Авиаучилище»    | 2         | 6 | 7 | 6 | 6 | 7 | 7 | 8 | 8 | 7  | 8  | 8  | 8  | 8  |   |

### Матчи
| 14 мая 1 | «Спартак»                          | 3:1     | ЦДКА          | «Сталинец»                              |
| | - А.Соколов 39′ 46′ - Малинин ~44′ | (отчёт) | - 20′ Федотов | Зрителей: 20 000 Судья: Э.Саар (Таллин) |
| Спартак: Леонтьев - Вик.Соколов, Тучков, Вас.Соколов - Малинин, Н.Гуляев - В.Семенов, Смыслов, Климов, А.Соколов, Глазков · ЦДКА: Никаноров - Прохоров 2Т, Лясковский, Панаичев - Шлычков, М.Орехов - Гринин, Николаев, Федотов , ..., Демин |                                    |         |               |                                         |

| 16 мая 2 | «Торпедо»                                    | 3:0 | «Крылья Советов» | «Сталинец» |
| | - В.Жарков 32′ - Проворнов 44′ - Яковлев 2Т′ |     |                  |            |
| Торпедо: ... Н.Ильин, Морозов - В.Жарков, Проворнов, Г.Жарков, П.Петров, Яковлев Крылья Советов: Головкин - ... |                                              |     |                  |            |

| 19 мая 3                    | «Авиаучилище» | 1:0 | «Локомотив» |  |
|                             | - Цуцков 2Т′  |     |             |  |
| Авиаучилище: ... Цуцков ... |               |     |             |  |

| 21 мая 4 | «Динамо»                                                                | 8:0 (аннулирован) | «Динамо-II» | «Динамо» (малый)                 |
| | - С.Ильин 12′ 22′ 38′ 59′ - Назаров 18′ 42′ - Блинков 35′ - Палыска 80′ | (отчёт)           |             | Зрителей: 8 000 Судья: И.Широков |
| Динамо: Кочетов - Радикорский, Л.Соловьев, Станкевич - Блинков, Палыска - Трофимов, Бесков, С.Соловьев, Назаров, С.Ильин Динамо-II: Бычков - Поставнин, Никульцев, Елисеев , Пискарев, Балясов, Проворнов, Вахлаков |                                                                         |                   |             |                                  |

| 26 мая 4*(переигровка) | «Динамо»          | 2:2     | «Динамо-II»        | «Динамо» (малый)                  |
| | - С.Ильин 12′ 25′ | (отчёт) | - 20′ 55′ Пискарев | Зрителей: 10 000 Судья: И.Широков |
| Динамо: Кочетов - Радикорский, Л.Соловьев, Станкевич - Блинков, Палыска - Трофимов, Бесков, С.Соловьев, Назаров, С.Ильин Динамо-II: Бычков - Антоневич, Никульцев, Шевцов - Поставнин, Елисеев - Пискарев, Малявкин, Балясов, Проворнов, Вахлаков |                   |         |                    |                                   |

| 21 мая 5 | «Торпедо» | 0:0 | «Спартак» | «Сталинец»                              |
| |           |     |           | Зрителей: 20 000 Судья: Э.Саар (Таллин) |
| Торпедо: ... Н.Ильин, Морозов ... Спартак: Леонтьев - Вик.Соколов, Тучков, Вас.Соколов - Малинин, Н.Гуляев - В.Семенов, Смыслов, Климов, А.Соколов, Глазков |           |     |           |                                         |

| 22 мая 6                          | ЦДКА                           | 2:1 | «Динамо-II» | «Сталинец» |
|                                   | - Виноградов 1Т′ - Федотов 1Т′ |     |             |            |
| ЦДКА: ... Виноградов, Федотов ... |                                |     |             |            |

| 23 мая 7 | «Крылья Советов» | 3:1 | «Авиаучилище» | «Сталинец» |

| 24 мая 8 | «Динамо»                                   | 3:0 | «Локомотив» | «Динамо» (малый) |
| | - С.Соловьев 2′ - Бесков 5′ - Трофимов 11′ |     |             | Зрителей: 5 000  |
| Динамо: Кочетов - Радикорский, Л.Соловьев, Станкевич - Блинков, Палыска - Трофимов, Бесков, С.Соловьев, Назаров, С.Ильин Локомотив: Маркус - П.Петров, Вик.Гуляев, Киселев - Серов, Лахонин - М.Степанов, Лысов, Чайко, Самарин, Е.Михайлов |                                            |     |             |                  |

| 28 мая 9 | «Динамо-II»          | 2:0 | «Локомотив» | «Сталинец» |
|          | - Вахлаков - Елисеев |     |             |            |

| 28 мая 10 | ЦДКА          | 1:1     | «Торпедо»              | «Сталинец»                        |
| | - Федотов 30′ | (отчёт) | - 33′ (пен.) Пономарев | Зрителей: 30 000 Судья: Н.Латышев |
| ЦДКА: Никаноров - ..., Кочетков (~70' Базовой), Калинин - Виноградов, ... - Гринин, Николаев, Федотов, ..., Демин Торпедо: Разумовский - ...Н.Ильин, Морозов, Г.Жарков, Пономарев, Яковлев (~70' Каричев), Проворнов... |               |         |                        |                                   |

| 29 мая 11 | «Спартак»                  | 2:0     | «Авиаучилище» | «Сталинец»      |
| | - Глазков 23′ - Климов 88′ | (отчёт) |               | Зрителей: 8 000 |
| Спартак: Акимов - Вик.Соколов, Тучков, Сеглин - Малинин, Н.Гуляев - В.Семенов, Климов, Смыслов, А.Соколов, Глазков |                            |         |               |                 |

| 30 мая 12 | «Динамо»      | 1:0     | «Крылья Советов» | «Сталинец»                        |
| | - Блинков 26′ | (отчёт) |                  | Зрителей: 10 000 Судья: С.Демидов |
| Динамо: Медведев - Семичастный , Л.Соловьев, Бехтенев - Блинков, Назаров - Бесков, Карцев, С.Соловьев, Ал-й Пономарев, Трофимов Крылья Советов: Архаров - Карелин, Котов, Мазанов - Давыдов, В.Егоров - Ратников, Алексеев, П.Дементьев, Севидов, Балаба |               |         |                  |                                   |

| 2 июн 13                                                                                      | «Торпедо»                                    | 4:2 | «Динамо-II»   | «Сталинец»       |
|                                                                                               | - Проворнов 2′ - Г.Жарков 17′ - П.Петров 2Т′ |     | - 1′ Малявкин | Зрителей: 10 000 |
| Торпедо: ... , Н.Ильин, Морозов, П.Петров, Г.Жарков, Проворнов... Динамо-II: ... Малявкин ... |                                              |     |               |                  |

| 3 июн 14                                                                                    | «Локомотив» | 1:0 | «Крылья Советов» | «Сталинец» |
|                                                                                             | - В.Гуляев  |     |                  |            |
| Локомотив: ... В.Гуляев, П.Киселев ... Крылья Советов: ... Мазанов, Балаба, П.Дементьев ... |             |     |                  |            |

| 4 июн 15 | «Спартак»    | 1:0     | «Динамо» | «Сталинец»                        |
| | - Климов 81′ | (отчёт) |          | Зрителей: 34 000 Судья: Н.Латышев |
| Спартак: Леонтьев - Вик. Соколов, Тучков, Вас. Соколов - Малинин, Рязанцев - Климов, Конов, Семенов (46'Смыслов), А.Соколов, Глазков Динамо: Медведев - Семичастный , Л.Соловьев, Бехтенев - Блинков, Назаров - Бесков, Карцев, С.Соловьев, Ал-й Пономарев, Трофимов |              |         |          |                                   |

| 5 июн 16                                                                | ЦДКА           | 1:1 | «Авиаучилище»           |  |
|                                                                         | - Щербаков 81′ |     | - Стриганов 0:1′ (пен.) |  |
| ЦДКА: ... Щербаков, Федотов ... Авиаучилище: Власенко - ...Стриганов... |                |     |                         |  |

| 8 июн 17 | «Динамо-II» | 1:0 | «Крылья Советов» | «Сталинец» |
|          | - Малявкин  |     |                  |            |

| 9 июн 18 | «Спартак»                              | 4:1     | «Локомотив» | «Сталинец»        |
| | - Глазков 2Т′ - Конов 2Т′ - Климов 77′ | (отчёт) |             | Зрителей: ~10 000 |
| Спартак: Акимов - Вик.Соколов, Тучков, Вас.Соколов - Малинин, Рязанцев - Климов, Конов, Смыслов, А.Соколов, Глазков |                                        |         |             |                   |

| 10 июн 19                                            | «Торпедо»                     | 2:0 | «Авиаучилище» | «Сталинец» |
|                                                      | - Пономарев 65′ - Яковлев 67′ |     |               |            |
| Торпедо: ... Н.Ильин, Морозов, Пономарев, Яковлев... |                               |     |               |            |

| 11 июн 20 | ЦДКА                                                 | 4:4     | «Динамо»                                                         | «Сталинец»                              |
| | - Щербатенко 12′ - Николаев 19′ 35′ - Виноградов 68′ | (отчёт) | - 34′ С.Ильин - 59′ Бесков - 79′ С.Соловьев - 81′ Ал-й Пономарев | Зрителей: 35 000 Судья: Э.Саар (Таллин) |
| ЦДКА: Никаноров - Базовой, Кочетков, Пинаичев - Виноградов, М.Орехов - Гринин, Николаев, Федотов , Щербатенко, Дёмин Динамо: Медведев (46' Кочетов) - Семичастный , Л.Соловьев, Палыска - Блинков, Трофимов - Бесков, Карцев, С.Соловьев, Н.Дементьев, Ильин (65' Ал-й Пономарев) |                                                      |         |                                                                  |                                         |

| 14 июн 21                                                               | «Спартак» | 0:0 | «Крылья Советов» | «Сталинец»        |
|                                                                         |           |     |                  | Зрителей: ~10 000 |
| Спартак: ...Малинин... · Крылья Советов: ...В.Егоров, Котов, Давыдов... |           |     |                  |                   |

| 15 июн 22                                                                      | ЦДКА                       | 7:0     | «Локомотив» |  |
|                                                                                | - Щербатенко 29′ - Федотов | (отчёт) |             |  |
| ЦДКА: ...Щербатенко, Федотов, Гринин... Локомотив: Маркус - ... Е.Михайлов ... |                            |         |             |  |

| 16 июн 23 | «Динамо-II» | 1:0 | «Авиаучилище» | «Сталинец» |
|           | - Малявкин  |     |               |            |

| 18 июн 24 | «Динамо»                      | 3:2     | «Торпедо»                    | «Динамо»                          |
| | - Карцев 29′ 44′ - Бесков 50′ | (отчёт) | - 2′ Г.Жарков - 19′ П.Петров | Зрителей: 35 000 Судья: И.Широков |
| Динамо: Кочетов - Семичастный , Л.Соловьев, Бехтенев - Блинков, Палыска - Трофимов, Карцев, Бесков, Н.Дементьев, С.Ильин Торпедо: Разумовский - Мошкаркин, Загрецкий, Ремин - Н.Ильин, Морозов - Проворнов, Г.Жарков, Пономарев, П.Петров, В.Жарков (46' Яковлев) |                               |         |                              |                                   |

| 19 июн 25                   | ЦДКА                              | 3:0     | «Крылья Советов» | «Сталинец» |
|                             | - Федотов 1:0′ 2:0′ - Гринин 3:0′ | (отчёт) |                  |            |
| ЦДКА: ...Федотов, Гринин... |                                   |         |                  |            |

| 21 июн 26 | «Динамо-II»                      | 3:2 | «Спартак»                      | «Динамо»                      |
| | - Балясов 14′ - Пискарев 23′ 78′ |     | - 2′ В.Семенов - 87′ А.Соколов | Зрителей: 30 000 Судья: Вельс |
| Динамо-II: ... - Антоневич, Никульцев, Шевцов - ... - Пискарев, Малявкин, Балясов, ..., Вахлаков Спартак: Леонтьев - Вик.Соколов, ..., Вас.Соколов - ..., Рязанцев - В.Семенов, ..., ..., А.Соколов, ... |                                  |     |                                |                               |

| 22 июн 27                                                                                                  | «Торпедо»                             | 4:0 | «Локомотив» | «Сталинец» |
| | - П.Петров 15′ - Пономарев - Г.Жарков |     |             |            |
| Торпедо: Разумовский - ...Н.Ильин, Морозов, П.Петров, Пономарев , Г.Жарков... · Локомотив: ...В.Гуляев ... |                                       |     |             |            |

| 25 июн 28 | «Динамо»        | 1:0     | «Авиаучилище» | «Динамо»                          |
| | - С.Соловьев 9′ | (отчёт) |               | Зрителей: 10 000 Судья: А.Щелчков |
| Динамо: Кочетов - Семичастный , Л.Соловьев, Бехтенев - Блинков, Назаров - Трофимов, Карцев, С.Соловьев, Бесков, С.Ильин Авиаучилище: Власенко - Чаплинский, Леонов, Афонькин - Бабкин, Цуцков - Гаврилов, Вик. Пономарев, Стриганов , Шкатулов, Орлов |                 |         |               |                                   |

| 3 сен 29 | «Спартак»            | 1:1     | ЦДКА             | «Динамо»                         |
| | - Глазков 89′ (пен.) | (отчёт) | - 87′ Лясковский | Зрителей: 50 000 Судья: В.Щербов |
| Спартак: Леонтьев - Вик.Соколов, Тучков, Вас.Соколов - Малинин, Н.Гуляев - Климов, Глазков, Конов, А.Соколов, Смыслов ЦДКА: Никаноров - Афанасьев, Лясковский, Прохоров - Щербаков (Базовой), Шлычков - Гринин, Николаев, Демин, Шиловский, Дьяченко |                      |         |                  |                                  |

| 7 сен 30 | «Локомотив» | 1:0 | «Авиаучилище» | «Сталинец» |

| 8 сен 31 | «Динамо» | 3:0     | «Динамо-II» | «Динамо»                          |
| |          | (отчёт) |             | Зрителей: 10 000 Судья: И.Широков |
| Динамо: Кочетов - Чернышев , Л.Соловьев, Бехтенев - Блинков, Назаров - Трофимов, Карцев, С, Соловьев, Бесков, С.Ильин Динамо-II: Стеценко - Антоневич, Никульцев, Шевцов - Поставнин, Елисеев - Пискарев, Малявкин, Балясов, Проворнов, Вахлаков |          |         |             |                                   |

| 13 сен (перенос) 32                                                                                  | «Торпедо»                      | 3:2 | «Крылья Советов»              | «Сталинец» |
| | - В.Жарков 46′ 76′ - Ремин 73′ |     | - 50′ Исаев - 51′ П.Дементьев |            |
| Торпедо: ... Н.Ильин, Морозов, Панфилов, В.Жарков, Ремин... Крылья Советов: ...Исаев, П.Дементьев... |                                |     |                               |            |

| 10 сен 33 | «Крылья Советов» | 2:1 | «Авиаучилище» | МВО |

| 10 сен 34                                                                                               | «Спартак»                          | 2:1     | «Торпедо»     | «Динамо»                          |
| | - Малинин 56′ - Каричев 59′ (авт.) | (отчёт) | - 9′ Г.Жарков | Зрителей: 40 000 Судья: И.Широков |
| Спартак: ...Малинин, Смыслов... Торпедо: ...Н.Ильин, Морозов, Каричев, Загрецкий, Панфилов, Г.Жарков... |                                    |         |               |                                   |

| 12 сен 35                                             | ЦДКА                                 | 3:0     | «Динамо-II» | «Динамо» |
|                                                       | - ? 1Т′ - Гринин 57′ - Николаев ~80′ | (отчёт) |             |          |
| ЦДКА: ... Гринин, Николаев... Динамо-II: Бычков - ... |                                      |         |             |          |

| 14 сен 36 | «Динамо»                                    | 3:0     | «Локомотив» | «Динамо»                         |
| | - Карцев 44′ - С.Соловьев 63′ - С.Ильин 82′ | (отчёт) |             | Зрителей: 10 000 Судья: Н.Павлов |
| Динамо: Кочетов - Семичастный , Л.Соловьев, Бехтенев - Блинков, Назаров - Трофимов, Карцев, С.Соловьев, Бесков, Ильин Локомотив: Маркус - П.Петров, Вик. Гуляев, Киселев - Серов, Лахонин - М.Степанов, Лысов, Чайко, Самарин, Е.Михайлов |                                             |         |             |                                  |

| 17 сен 37 | «Спартак» | 0:0 | «Авиаучилище» | МВО |

| 17 сен 38 | «Торпедо»                      | 2:1     | ЦДКА               | «Динамо» |
| | - В.Жарков 34′ - Проворнов 71′ | (отчёт) | - 77′ (пен.) Демин |          |
| Торпедо: Разумовский - ...Н.Ильин, Морозов - Проворнов, Панфилов, В.Жарков... ЦДКА: Никаноров - ... - Гринин, Николаев, Шиловский, ..., Демин |                                |         |                    |          |

| 19 сен 39 | «Крылья Советов»  | 1:0 | «Динамо» | «Динамо»                          |
| | - П.Дементьев 67′ |     |          | Зрителей: 10 000 Судья: Н.Латышев |
| Крылья Советов: Головкин - Карелин, Котов, Мазанов - Давыдов, В.Егоров - Ратников, П.Дементьев, Алексеев, Севидов, Балаба Динамо: Хомич - Семичастный , Л.Соловьев, Бехтенев - Блинков, Назаров - Трофимов, Карцев, С.Соловьев, Ал-й Пономарев, С.Ильин |                   |     |          |                                   |

| 22 сен 40 | «Динамо-II» | 2:0 | «Локомотив» | «Динамо» |

| 24 сен 41 | «Спартак»     | 1:0     | «Динамо» | «Динамо»                          |
| | - Глазков 67′ | (отчёт) |          | Зрителей: 40 000 Судья: И.Широков |
| Спартак: Леонтьев - Вик.Соколов, Тучков, Вас. Соколов - Малинин, Рязанцев - Смыслов, Тимаков, В.Семенов, А.Соколов, Глазков Динамо: Хомич - Семичастный, Л.Соловьев, Бехтенев - Блинков, Станкевич - Трофимов, Якушин , С.Соловьев, Бесков, С.Ильин |               |         |          |                                   |

| 26 сен 42                                                                | ЦДКА                                    | 3:2     | «Авиаучилище»     | МВО |
|                                                                          | - Гринин 20′ - Николаев 80′ - Демин 90′ | (отчёт) | - Цуцков 29′ ~50′ |     |
| ЦДКА: ...Гринин, Николаев, Демин... Авиаучилище: Власенко - ...Цуцков... |                                         |         |                   |     |

| 28 сен 43                                                                 | «Локомотив»                     | 2:1 | «Крылья Советов» | МВО |
|                                                                           | - Михайлов 65′ - М.Степанов 73′ |     | - 0:1′ Балаба    |     |
| Локомотив: ...Лысов, Михайлов, М.Степанов... Крылья Советов: ...Балаба... |                                 |     |                  |     |

| 29 сен 44 | «Торпедо»                                                   | 5:0 | «Динамо-II» | «Динамо» |
| | - Яковлев 15′ 23′ - Кузин 2Т′ - Панфилов 2Т′ - П.Петров 2Т′ |     |             |          |
| Торпедо: ... - Мошкаркин, ..., Ремин - Н.Ильин, Морозов - Панфилов, Кузин, Г.Жарков, П.Петров, Яковлев Динамо-II: Стеценко - ... |                                                             |     |             |          |

| 1 окт 45 | ЦДКА                 | 3:1     | «Динамо»      | «Динамо»                          |
| | - Федотов 5′ 12′ 63′ | (отчёт) | - 78′ Блинков | Зрителей: 40 000 Судья: Н.Латышев |
| ЦДКА: Никаноров - Прохоров, Лясковский, Афанасьев - Виноградов, Щербаков - Гринин, Николаев, Федотов , Щербатенко, Дёмин Динамо: Хомич - Семичастный, Л.Соловьев, Бехтенев - Блинков, Станкевич - Трофимов, Якушин, С.Соловьев, Бесков, С.Ильин |                      |         |               |                                   |

| 3 окт 46                                  | «Торпедо»                       | 5:0 | «Авиаучилище» | «Сталинец» |
|                                           | - П.Петров - Морозов - ? (авт.) |     |               |            |
| Торпедо: ...П.Петров, Н.Ильин, Морозов... |                                 |     |               |            |

| 5 окт 47 | «Локомотив»                    | 2:1     | «Спартак»       | «Сталинец»      |
| | - Тучков 3′ (авт.) - Лысов 47′ | (отчёт) | - 82′ А.Соколов | Судья: В.Щербов |
| Локомотив: Маркус - П.Петров, В.Гуляев, Киселев - Серов, Лахонин - Лысов, М.Степанов, Чайко, Самарин, Щагин Спартак: Леонтьев - Н.Гуляев, Тучков, Вас.Соколов - Малинин, Рязанцев - Смыслов, Тимаков, Климов, А.Соколов, Глазков |                                |         |                 |                 |

| 16 окт (перенос) 48                                             | «Крылья Советов»              | 2:1 | «Динамо-II»    |  |
|                                                                 | - Ильячев 1:0′ - Севидов 2:1′ |     | - 1:1′ Елисеев |  |
| Крылья Советов: ...Ильячев, Севидов... Динамо-II: ...Елисеев... |                               |     |                |  |

| 8 окт 49 | «Торпедо»                                   | 3:0     | «Динамо»               | «Динамо»                                |
| | - Панфилов 14′ - Яковлев 33′ - П.Петров 82′ | (отчёт) | - 40'(пен.) л.Соловьев | Зрителей: 30 000 Судья: Э.Саар (Таллин) |
| Торпедо: Разумовский - Мошкаркин, Загрецкий, Ремин - Н.Ильин, Морозов - Каричев, Панфилов, В.Жарков, П.Петров, Яковлев Динамо: Хомич - Семичастный, Л.Соловьев, Станкевич - Блинков, Ал-ей Пономарев - Трофимов, Карцев, Якушин , Бесков, Ильин |                                             |         |                        |                                         |

| 10 окт 50                                                             | «Крылья Советов»           | 2:0 | «Спартак» | «Динамо» |
|                                                                       | - Севидов 7′ - Давыдов 58′ |     |           |          |
| Крылья Советов: ...Севидов, Исаев, Давыдов... Спартак: Леонтьев - ... |                            |     |           |          |

| 12 окт 51                                                               | «Динамо-II»                    | 2:2 | «Авиаучилище»      | «Динамо» |
|                                                                         | - Балясов 1:2′ - Пискарев 2:2′ |     | - 0:1′ 0:2′ Бобров |          |
| Динамо-II: ...Балясов, Пискарев... Авиаучилище: Власенко - ...Бобров... |                                |     |                    |          |

| 15 окт 52                                            | ЦДКА                              | 3:1     | «Локомотив» | «Динамо» |
|                                                      | - Федотов 10′ 29′ - Николаев 3:0′ | (отчёт) | - 2Т′ Лысов |          |
| ЦДКА: ...Федотов, Николаев... Локомотив: ...Лысов... |                                   |         |             |          |

| 15 окт 53 | «Динамо»                      | 2:0     | «Авиаучилище» | «Динамо»                         |
| | - Якушин 28′ - С.Соловьев 55′ | (отчёт) |               | Зрителей: 10 000 Судья: Н.Павлов |
| Динамо: Хомич - Семичастный, Л.Соловьев, Бехтенев - Блинков, Ал-й Пономарев - Трофимов, Якушин , С.Соловьев, Бесков, Ильин Авиаучилище: Власенко - Чаплинский, Леонов, Афонькин - Бабкин, Рогозянский - Стриганов , Шкатулов, Бобров, Цуцков, Орлов |                               |         |               |                                  |

| 17 окт 54                                                                       | «Торпедо»      | 1:1 | «Локомотив» | «Динамо» |
|                                                                                 | - В.Жарков 78′ |     | - 1Т′ Щагин |          |
| Торпедо: ...Н.Ильин, Морозов, П.Петров (75' В.Жарков)... Локомотив: ...Щагин... |                |     |             |          |

| 19 окт 55                                                                  | «Динамо-II»   | 1:1 | «Спартак» | «Динамо» |
|                                                                            | - Зиновьев 1′ |     |           |          |
| Динамо-II: ...Зиновьев... Спартак: ...Сеглин, Смыслов, Н.Гуляев, Климов... |               |     |           |          |

| 22 окт 56                                                                                     | ЦДКА                                 | 4:0     | «Крылья Советов» | «Динамо»         |
|                                                                                               | - Шиловский - Николаев - Гринин 3:0′ | (отчёт) |                  | Зрителей: 20 000 |
| ЦДКА: ...Шиловский, Николаев, Гринин... Крылья Советов: Головкин - ...П.Дементьев, Севидов... |                                      |         |                  |                  |

### Бомбардиры
- 13 Григорий Федотов (ЦДКА)
- 10 Петр Петров («Торпедо»)
- 8 Валентин Николаев (ЦДКА)
- 6 Сергей Соловьев («Динамо»)